# Індійський коледж об'єднаного світу Махіндри
Індійський коледж об'єднаного світу Махіндри (англ. «Mahindra United World College of India», (UWCMI)), коротка назва: Коледж об'єднаного світу Махіндри (англ. «UWC Mahindra College) — міжнародний коледж-інтернат, розташований на гірських терасах Західних Гат неподалік від гідроелектростанції Мулші на річці Мула, що поблизу села Хубавалі, за 40 км від Пуне, штат Махараштра, Індія. Коледж було засновано за ініціативи, сприяння та підтримки голови компанії «Mahindra & Mahindra» Наріша Махіндри і підтримки багатьох спонсорів та донорів. Нині коледжем опікується його син Ананд Махіндра.
У коледжі виховуються та навчаються 240 учнів більше, ніж 70 національностей віком від 16 до 19 років. Претенденти на навчання з різних країн відбираються на конкурсній основі національними комітетами Коледжів об'єднаного світу, які функціонують більше, ніж у 155 країнах світу. Претенденти з України відбираються національним комітетом «UWC Україна». Основні критерії відбору наведені на сайті комітету.
Коледж є членом Ради міжнародних шкіл.

## Коротка історія
Ще у 80-ті голова компанії «Mahindra & Mahindra» Наріша Махіндра ініціював переговори з Його Величністю, принцом Уельським про те, щоб створити в Індії коледж, який міг би долучитися до міжнародного освітнього руху Коледжі об'єднаного світу.  На той час пан Наріша опікувався створенням Національного комітету Коледжів об'єднаного світу в Індії та відбором найбільш талановитих індійських школярів для навчання у коледжах об'єднаного світу за межами Індії і забезпеченням їх стипендіальним фондом.Були зібрані необхідні кошти, розроблено і реалізовано проект будівництва кампусу, створено інфраструктуру коледжу, підібрані кваліфіковані кадри, впроваджені освітні програми, і вже у 1997 році коледж увійшов до всесвітньої мережі коледжів об'єднаного світу.
12 березня 1997 року коледж успішно пройшов процедуру акредитації програми повної загальної середньої освіти «IB Diploma Programme» (укр. Програма для здобуття диплома) власником та розробником цієї програми — некомерційним освітнім фондом «International Baccalaureate®».
Через три роки після відкриття коледжу і смерті пана Наріша його справу продовжив його син, філантроп Ананд Махіндра, який суттєво розширив програми підтримки освітніх програм, підтримавши 13 англомовних шкіл лише у Мумбаї, започаткувавши низку фондів, одним із яких є фонд підтримки індійського руху «Коледжі об'єднаного світу». Розширюючи цю програму, у партнерстві з фондом Програми Девіса для стипендіатів Коледжів об'єднаного світу забезпечує стипендіями індійських випускників як індійського, так і інших коледжів, на продовження навчання у вищих навчальних закладах. Стипендії фонду Шелбі Девіса є доступними і для талановитих учнів з України.
У 2012 році коледж відсвяткував своє 15-річчя. На урочистостях були присутні учні, випускники попередніх років, почесні гості і, звичайно, Ананд Махіндра.

## Освітні програми
Учні коледжу навчаються за освітньою програмою «IB Diploma Programme» (укр. Програма для здобуття диплома) — програмою повної загальної середньої освіти, орієнтованою на учнів старших класів — 11, 12 класи.
Дипломи про середню освіту міжнародного бакалаврату (англ. The IB diploma) надають можливість здобувати вищу освіту та приймаються і визнаються більше, ніж 2 337 університетами у 90 державах світу. 

## Опис
Коледж розташовується у екологічно чистій гірській місцевості на одній із гірських терас Західних Гат, з якої відкриваються види мальовничих гірських долин. Кампус коледжу побудований за проектом Крістофера Чарльза Беннінгера. Усі будівлі, доріжки, дерева і рослинність та архітектурне планування кампусу органічно вписуються у місцевий гірський пейзаж. Вікна у будівлях можуть бути маленькими, великими — розміром на всю стіну та вигнутими, що створює ілюзію їх відсутності, і розташовуються таким чином, щоб забезпечити найкращі умови освітленості, відкритості приміщень до зовнішнього простору та максимальне затінення у спекотному індійському кліматі. Стіни будівель та терас і доріжок облямовані каменем для органічного злиття із гірською місцевістю. Мурали можна побачити не тільки на стінах, а і на стелях чи підлозі. Проект кампусу був відзначений премією «Business Week / Architecture Record» за досконалість у 2000 році. 
Кампус коледжу розділений на дві зони  — навчальну та житлову.